# Metal: A Headbanger's Journey
Metal: A Headbanger's Journey este un documentar din 2005. Regizat de Sam Dunn, Scot McFadyen⁠(d) și Jessica Wise, filmul abordează atât istoria genului heavy metal, cât și impactul său cultural prin ochii antropologului canadian Dunn, fan al muzicii heavy metal de la vârsta de 12 ani. Aceasta călătorește în jurul lumii pentru a intervieva atât muzicieni, cât și fani ai genului despre originile, cultura și controversele heavy metalului. Filmul a debutat în cadrul Festivalul Internațional de Film de la Toronto din 2005⁠(d) și a fost lansat sub forma unei ediții speciale cu două discuri în Statele Unite pe 19 septembrie 2006.
O continuare a documentarului intitulată Global Metal a avut premiera la Festivalul Internațional de Film de la Bergen pe 17 octombrie 2007 și a avut o lansare limitată în cinematografe în iunie 2008. De asemenea, Dunn a elaborat „arborele genealogic al heavy metalului” în cadrul seriei VH1 Metal Evolution⁠(d).

## Rezumat
Filmul discută trăsăturile heavy metalului și intervievează pionierii unora dintre numeroasele sale subgenuri, inclusiv new wave of british heavy metal, power metal, nu metal, glam metal, thrash metal, black metal și death metal. Dunn prezintă istoria genului prin intermediul unui arbore genealogic cu scopul de a analiza cele mai populare subgenuri⁠(d) ale sale. Documentarul explorează și aspectele culturale ale heavy metalului. Pe parcursul filmărilor, Dunn participă la festivalul Wacken Open Air⁠(d), discută cu Dee Snider⁠(d), solistul formației Twisted Sister, despre lupta cu cenzura⁠(d) și intervievează mai multe formații de black metal din Norvegia.

### Arborele genealogic al heavy metalului
Graficul lui Dunn prezintă atât dezvoltarea subgenurilor heavy metalului de-a lungul timpului, cât și a altor stiluri de rock (i.e.  hard rock, shock rock, punk rock și hardcore) care au influențat aceste subgenuri. De asemenea, acesta încearcă să enumere formații reprezentative pentru fiecare subgen. Mai jos este o versiune dactilografiată a acelei diagrame; ea poate fi găsită pe al doilea disc din ediția specială a documentarului. O nouă versiune a fost prezentată în seria Metal Evolution, aceasta cuprinzând o nouă categorie intitulată „Pre-Metal” (i.e. formații ale altor genuri care au influențat dezvoltarea heavy metalului).
- Primele formații de metal (1966–1971)

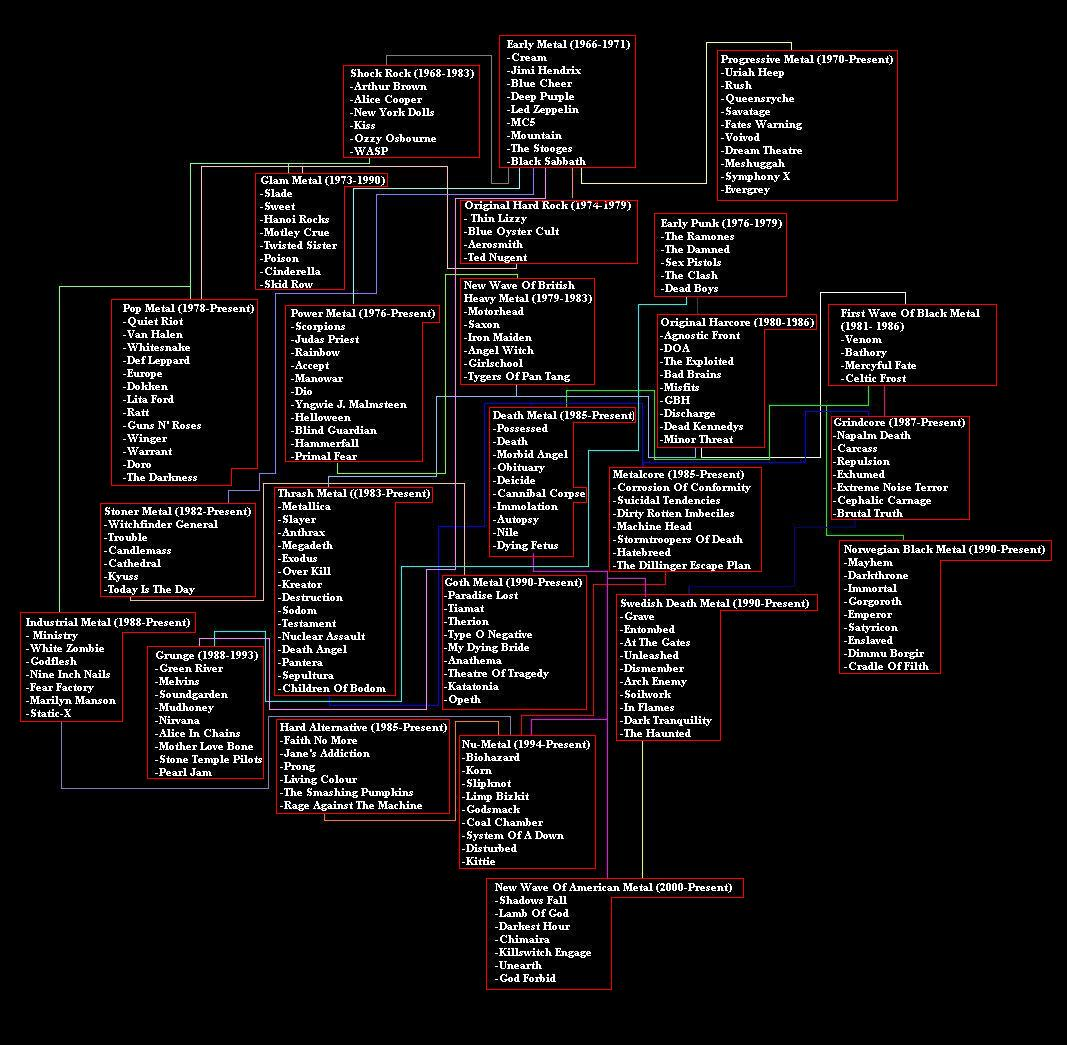
Arborele genealogic al genului heavy metal.

Crem, Jimi Hendrix, Blue Cheer⁠(d), Deep Purple, Led Zeppelin, MC5⁠(d), Mountain, The Stooges, Black Sabbath.
- Hard Rock (1974–1979)

Thin Lizzy, Blue Öyster Cult, Aerosmith, AC/DC, Ted Nugent⁠(d)
- Shock Rock⁠(d) (1968–1983)

Arthur Brown⁠(d), Alice Cooper, New York Dolls⁠(d), Kiss, Ozzy Osbourne, W.A.S.P.
- Primele formații de punk rock (1976–1979)

The Ramones, Damned, Sex Pistols, The Clash, Dead Boys⁠(d)
- Power Metal (1976-prezent)

Scorpions,  Judas Priest, Rainbow, Accept, Manowar, Dio, Yngwie J. Malmsteen, Helloween, Blind Gardian, HammerFall. Primal Fear
- New wave of british heavy metal (1979–1983)

Motörhead; Saxon; Iron Maiden; Angel Witch; Girlschool; Tygers of Pan Tang; Diamond Head
- Metal progresiv (1970-prezent)

Uriah Heep, Rush, Queensrÿche, Savatage, Fates Warning, Voivod, Dream Theater, Meshuggah, Symphony X, Evergrey
- Glam Metal (1973–1990)

Slade, The Sweet, Hanoi Rocks, Mötley Crüe, Twisted Sister, Poison, Cinderella, Skid Row
- Pop Metal (1978-prezent)

Quiet Riot, Van Halen, Whitesnake, Def Leppard, Europe, Dokken, Lita Ford, Ratt, Guns N' Roses, Winger, Warrant, Doro, The Darkness
- Doom Metal (1982-prezent)

Witchfinder General, Trouble, Candlemass, Cathedral, Kyuss, Today Is The Day
- Primele formații de hardcore (1980–1986)

Agnostic Front, D.O.A., The Exploited, Bad Brains, Misfits, GBH, Discharge, Dead Kennedys, Minor Threat, Black Flag
- Thrash Metal (1983-prezent)

Metallica, Slayer, Anthrax, Megadeth, Exodus, Overkill, Kreator, Destruction, Sodom, Testament, Nuclear Assault, Death Angel, Pantera, Sepultura, Children of Bodom
- Primele formații de black metal (1981–1986)

Venom, Bathory, Mercyful Fate, Celtic Frost
- Black metal norvegian (1990-prezent)

Venom, Bathory, Mercyful Fate, Celtic Frost
- Black metal norvegian (1990-prezent)

Mayhem, Darkthrone, Immortal, Gorgoroth, Emperor, Satyricon, Enslaved, Dimmu Borgir, Cradle of Filth
- Grindcore (1987-prezent)

Napalm Death, Carcass, Repulsion, Exhumed, Extreme Noise Terror, Cephalic Carnage, Brutal Truth
- Death Metal (1985-prezent)

Possessed, Death, Morbid Angel, Obituary, Deicide, Cannibal Corpse, Immolation, Autopsy, Nile, Dying Fetus
- Death metal suedez (1990-prezent)

Grave; Entombed; At the Gates; Unleashed; Dismember; Arch Enemy; Soilwork; In Flames; Dark Tranquillity; The Haunted
- Goth Metal (1990-prezent)

Corrosion of Conformity; Suicidal Tendencies; Dirty Rotten Imbeciles; Machine Head; Stormtroopers of Death; Hatebreed; The Dillinger Escape Plan
- Grunge (1988–1994)

Green River; The Melvins; Soundgarden; Mudhoney; Nirvana; Alice in Chains; Mother Love Bone; Stone Temple Pilots; Pearl Jam
- Metal industrial (1988-prezent)

Ministry; White Zombie; Godflesh; Nine Inch Nails; Fear Factory; Marilyn Manson; Static-X
- Hard Alternative (1985-prezent)

Faith No More; Jane's Addiction; Prong; Living Colour; The Smashing Pumpkins; Rage Against the Machine; Tool
- Nu Metal (1994–2003)

Biohazard; KoЯn; Limp Bizkit; Slipknot; Godsmack; Coal Chamber; System of a Down; Disturbed; Kittie
- New wave of american metal (2000-prezent)

Shadows Fall; Lamb of God; Darkest Hour; Chimaira; Killswitch Engage; Unearth; God Forbid